# Inspector Jefe Armand Gamache
El inspector jefe Armand Gamache es el personaje principal de una serie de novelas de misterio escritas por la autora canadiense Louise Penny. La serie gira en torno a la vida del inspector jefe Armand Gamache de la Sûreté du Québec, la policía de la provincia de Quebec. Las novelas de la serie han sido nominadas y recibieron numerosos premios.
La primera novela de la serie, Still Life (Naturaleza muerta en la edición en español), se publicó en 2006 y ganó el premio New Blood Dagger, el premio Arthur Ellis, el premio Dilys, y en 2007 el premio Anthony y el premio Barry. Todas las novelas posteriores de la serie han ganado importantes premios de escritura criminal en tres países. Muchos también han llegado a la lista de los más vendidos del New York Times, apareció en algunas ocasiones como el número 1.

## La serie de novelas del inspector jefe Armand Gamache
La autora de la serie, Louise Penny, antes de dedicarse exclusivamente a la escritura, trabajó veinte años como periodista de radio y presentadora de CBC Radio en Thunder Bay (Ontario) y Winnipeg (Manitoba). Penny originalmente comenzó a escribir una novela histórica, pero cambió a la escritura de misterio después de tener problemas para terminar aquel ralto. Presentó el primer libro de la serie, Still Life, al The Dilys Award de la Independent Mystery Booksellers Association,  en el Reino Unido, quedando en segundo lugar entre 800 novelas presentadas.
Las novelas han sido juzgadas como misterios "impulsados por los personajes", pues en cada novela se exploran las relaciones entre los distintos personajes de la serie. Three Pines es un lugar ficticio ubicado en la provincia de Quebec, que por una extraña razón no aparece en los mapas de la zona; en este marco Penny configura los personajes usando la historia del antiguo Canadá para mostrar sus carácter y antecedentes. En la serie, algunas de las tramas se desarrollan fuera de Three Pines.
La serie de novelas del inspector jefe Armand Gamache contiene poco o nada de sexo o violencia y ha sido señalada como una alternativa más amable y gentil a la ficción criminal moderna; a esta característica añade un respeto a la diversidad, entre los habitantes de la Three Pines -que a lo largo de la serie se convierten en verdaderos amigos del inspector- se presenta una pareja de gays y un psicóloga afroamericana. La propia Penny afirmó que The Murder Stone, como todas las novelas de Gamache, trata sobre el amor y la amistad. De pertenencia y esperanza. Y encontrar bondad escondida en el desierto, en lo profundo de cada uno".
La serie consta de un total de dieciocho novelas, todas publicados por Minotaur Books, un sello editorial de St. Martin's Press . El primer libro se publicó en 2005, en los Estados Unidos, y el más reciente en 2021. También hay una novela corta llamada The Hangman que presenta al inspector Gamache y está ambientada en Three Pines. Ella no forma parte de la serie y fue escrita como una historia simple para adultos que están aprendiendo a leer inglés. Ganache también aparece brevemente como un personaje secundario en State of Terror (2021), un thriller político coescrito con Hillary Clinton .

### Armand Gamache
La serie gira en torno al personaje del inspector jefe Armand Gamache. Inspector Jefe de Homicidios de la Sûreté de Quebec, "un hombre corriente, educado y culto. Sus compañeros no le temen pero sí le respetan y le admiran profundamente, in cluso sus enemigos que los tiene". Las historias tienen lugar generalmente en el pueblo de Three Pines (Tres Pinos), con Gamache investigando los asesinatos de varias personas en cada novela. Gamache tiene el francés como lengua materna, pero habla inglés correctamente con acento británico. En el primer libro, Still Life (Naturaleza muerta), se dice que aprendió inglés mientras estudiaba en el Christ's College, Cambridge, donde, según A Great Reckoning, acudió para obtener un título en historia.
En How the Light Gets In (Un destello de luz), Penny explica que: "Armand Gamache siempre había tenido creencias pasadas de moda. Creía que la luz desvanecería las sombras. Esa amabilidad era más poderosa que la crueldad, y esa bondad existía, incluso en los lugares más desesperados. Creía que el mal tenía sus límites". En muchos de los libros desde Still Life en adelante, Gamache les dice a los nuevos detectives que se unen a su equipo "cuatro dichos que pueden conducir a la sabiduría": "Me equivoqué. Lo siento. No sé. Necesito ayuda".
Mucho de la actitud de Gamache se muestra en A Better Man, cuando comparte con uno de sus colegas el consejo que él mismo recibió al comienzo de su carrera: "Antes de hablar... tú debes hacerte tres preguntas. . . ¿Es verdad? ¿Es amable? ¿Es necesario decirlo?" .

### Personajes secundarios
- Reine-Marie, la esposa de Armand, con la que está felizmente casado desde hace 22 años. En algunas de las novelas desempeña un papel importante en el caso que se investiga. Tiene dos hijos mayores, ya casados: Daniel y Annie
- Miembros de la Sûreté
  - Superintendente Jefe Francoeur, Superintendente y por tanto el superior de Gamache, una relación no exenta de problemas.
  - Jean Guy Beauvoir, un joven de 35 años, con carácter, que trabajaba en los archivos del Departamento hasta que fue fichado por Gamache, del que pasa a ser su mano derecha. Admirador y amigo del inspector jefe, aunque a lo largo de la sería hay una temporada en que las relaciones no son nada cordiales.
  - Isabell Lacoste, fue encontrada en "tráfico" , pero Gamache vio sus posibilidades y le invitó a formar parte del equipo de homicidos. Cuando al serie avanza llega sustituirle al frente de Homicidios.
  - Yvette Nichol, en la primera novela de la serie acaba de incorporarse al equipo de Gamache y aparentemente es poco lo que puede aportar, pero de la mano de Gamache, y a lo largo de la serie, se revela cada vez más competente.
- Vecinos de Three Pines
  - Clara Morrow, escultora y pintora
  - Peter Morrow, el marido de Clara, también pintor
  - Oliver Brulé y Gabri, una pareja gay, que regenta el bistró del pueblo
  - Myrna Landers, dueña de la única librería del pueblo, donde se ha retirado después de ejerceercomo psícologa.
  - Ruth Zardo, una vieja poeta, malhumorada, aficionada al alcohol y desequilibrada.[16]

## Las novelas de la serie
| N.º | Título original         | Editorial y año      | ISBN                | Edición en español          | Editorial y año            | ISBN                   |
| --- | ----------------------- | -------------------- | ------------------- | --------------------------- | -------------------------- | ---------------------- |
| 1 | Still Life              | Minotaur Books, 2005 | ISBN 978-1410448972 | Naturaleza muerta           | La Factoría de ideas, 2005 | ISBN 8498004748        |
| Naturaleza muerta es la primera novela de la serie y presenta al personaje del inspector jefe Armand Gamache. La historia tiene lugar en el pueblo de Three Pines, donde una vecina muy preciada en el lugar, la señorita Jane Neal, recibió un disparo en el corazón con una flecha. Neal es un entusiasta del arte y maestra de la escuela ya jubilada y Gamache debe investigar para resolver el asesinato. La novela fue ganadora de varios premios, incluido el premio New Blood Dagger, el premio Arthur Ellis, el premio Dilys, el premio Anthony 2007 y el premio Barry. (Este libro fue adaptado como una película de 2013 protagonizada por Nathaniel Parker como Gamache). |                         |                      |                     |                             |                            |                        |
| 2 | A Fatal Gace            | Minotaur Books, 2007 | ISBN 978-0312352561 | No se ha editado en español |                            |                        |
| En Canadá, Dead Cold, Litle, Brown Ypung Readers: ISBN 9780751547436 El inspector Gamache investiga cuando CC de Poitiers, un miembro sádico de la alta sociedad, muere electrocutado fatalmente en una competición navideña de curling en el pequeño pueblo quebequense de Three Pines. CC, que tenía un negocio de "guía espiritual" basado en eliminar las emociones, aparentemente era odiada por todos, incluidos su esposo, su amante y su hija. El crimen se relaciona con el reciente asesinato de un vagabundo, así como con el pasado de varios otros aldeanos. |                         |                      |                     |                             |                            |                        |
| 3 | The Cruelest Month      | Minotaur Books, 2008 | ISBN 978-1585366040 | No se ha editado en español |                            |                        |
| La novela está ambientada, como la mayoría de las novelas de la serie, en Three Pines, y se desarrolla en la temporada de Pascua. Un grupo de amigos visita una casa embrujada con la esperanza de librarla de los espíritus malignos que la han perseguido a ella y al pueblo durante décadas. Uno de ellos acaba muerto, aparentemente de susto. El inspector jefe Armand Gamache y su equipo de la Sûreté du Québec investigan la antigua casa y a los habitantes de Three Pines. La novela también nos da más información sobre un caso pasado y sus consecuencias. |                         |                      |                     |                             |                            |                        |
| 4 | The Murder Ston         | Minotaur Books, 2009 | ISBN 978-1410448972 | No se ha editado en español |                            |                        |
| Gamache está visitando Manoir Bellechasse para celebrar el Día de Canadá. Después de resolver sus asesinatos anteriores en primavera, otoño e invierno, ahora debe enfrentar el caluroso verano mientras está de vacaciones. Tan pronto como Gamache se instala en su hotel, se produce un asesinato cuando una estatua cae sobre su víctima. A pesar del cuerpo ensangrentado, la estatua no tiene ninguna mancha, lo que lleva a Gamache para investigarlo como un homicidio. Nominada a un Premio Arthur Ellis como Mejor Novela en 2009. La novela fue la primera de la serie que apareció en la lista de los libros más vendidos del New York Times. |                         |                      |                     |                             |                            |                        |
| 5 | The Brutal Telling      | Minotaur Books, 2009 | ISBN 978-1410423047 | Una revelación brutal.      | Salamandra, 2015           | ISBN 9788416237043     |
| The Brutal Telling tiene lugar en Three Pines y se descubre un cuerpo en el piso del bistró local. Nadie en el pueblo dice conocer a la víctima que fue golpeada hasta la muerte. Gamache descubre que la víctima vivía en lo profundo del bosque y sospecha que uno de los lugareños , y amigo de Gamache, es el sospechoso. El libro fue el ganador del Premio Agatha 2009 y el premio Anthony 2010, además de llegar a la lista de los más vendidos del New York Times. |                         |                      |                     |                             |                            |                        |
| 6 | Bury Your Dead          | Minotaur Books, 2010 | ISBN 978-1585366040 | Enterrad a los muertos      | Salamandra, 2016           | ISBN 978-84-16237-12-8 |
| Gamache está en la ciudad de Quebec, mientras allí se celebra carnaval de invierno, para reponer su salud, pues está de baja después de estar involucrado en un tiroteo con una banda terrorista. Mientras está allí, el cuerpo de un arqueólogo aficionado lleva a Gamache a investigar su muerte. También revisa el asesinato que resolvió en The Brutal Telling, la novela anterior de la serie. El libro ganó el Premio Agatha 2010, el premio Anthony 2011, el Premio Macavity 2011, el Premio Arthur Ellis 2011 y el Premio Nero 2011. También fue un éxito de ventas en las listas del New York Times, The Times y USA Today, por nombrar algunas. |                         |                      |                     |                             |                            |                        |
| 7 | A Trick of the Light    | Minotaur Books, 2011 | ISBN 978-1410441072 | El juego de la luz          | Salamandra, 2017           | ISBN 9788416237180     |
| Gamache se encuentra investigando el asesinato de Lillian Dyson, una artista que es encontrada muerta. Su amiga de la infancia, Clara Morrow, es la principal sospechosa, una artista que pasó la mayor parte de su vida a la sombra de su esposo. El libro fue nominado para un premio Macavity, un premio Anthony y un premio Agatha. También alcanzó el puesto número 4 en la lista de los más vendidos del New York Times. |                         |                      |                     |                             |                            |                        |
| 8 | The Beautiful Mystery   | Minotaur Books, 2012 | ISBN 978-0312655464 | Un bello misterio           | Salamandra, 2018           | ISBN 9788416237241     |
| En The Beautiful Mystery Gamache investiga la muerte de un monje. El monje es miembro de la Orden Gilbertina, que se suponía era ya una orden extinta.[21] Gamache y su compañero deben viajar en avión y barco a los remotos bosques del norte de Quebec para investigar el misterio. El libro ganó el Premio Macavity 2013 al Mejor Misterio y el premio Anthony 2013; alcanzando el número 2 en la lista de libros más vendidos del New York Times. |                         |                      |                     |                             |                            |                        |
| 9 | How the Light Gets In   | Minotaur Books, 2013 | ISBN 978-0312655471 | Un destello de luz          | Salamandra, 2019           | ISBN 9788416237326     |
| Gamache, comprueba que algunos de sus mejores agentes del Departamento de Homicidios han sido trasladados a otras unidades, y hasta Jean-Guy Beauvoir, el que ha sido su segundo en el Departamento, rechaza su trato. En esta situación aprovecha la llamada de Myrna Landers, una vecina de Three Pines, para escapar unas horas de la ciudad, y del ambiente en el trabajo. En Three Pines, Myrna le plantea su preocupación porque una amiga que iba a pasar con ella la Navidad, no ha acudido, ni hay modo de localizarla. A medida que avanza en sus investigaciones, Gamache destapa una red de asesinatos que muestra la corrupción que alcanza a los más altos mandos de la policía; cuya solución le exige buenas dosis de arrojo y prudencia. El libro fue nominado para un premio Edgar y un premio Agatha, además de situarse en el puesto número 1 en la lista de libros más vendidos del New York Times. |                         |                      |                     |                             |                            |                        |
| 10 | The Long Way Home       | Minotaur Books, 2014 | ISBN 978-1250022066 | El largo camino a casa      | Salamandra, 2020           | ISBN 9788416237418     |
| Gamache se retiró de la Sûreté du Québec en medio de la corrupción existente dentro del departamento. En esa situación, Clara Morrow, uno de los personajes principales del libro A Trick of the Light, cuyo marido ha desaparecido, le pide su ayuda; Gamache duda en afrontar esa tarea, pero finalmente ayuda a Clara a resolver el misterio. El libro alcanzó el número 1 en la lista de los más vendidos del New York Times. |                         |                      |                     |                             |                            |                        |
| 11 | The Nature of the Beast | Minotaur Books, 2015 | ISBN 978-1250022080 | La naturaleza de la bestia  | Salamandra, 2021           | ISBN 9788418107511     |
| Gamache se ha jubilado y vive en Three Pines. La muerte de Laurent Lepage, un niño de nueve años bien conocido en el pueblo por provocar falsas alarmas, El caso más reciente se produjo cuando dijo haber encontrado en el bosque un monstruo alado con un arma. A Gamache se le permite trabajar en el caso, aunque ya no sea un policía. Alcanzó el puesto número 3 en la lista de los más vendidos del New York Times. |                         |                      |                     |                             |                            |                        |
| 12 | Great Reckoning         | Minotaur Books, 2016 | ISBN 978-1250022134 | Una ofensa mortal           | Salamandra, 2022           | ISBN 978-84-18363-98-6 |
| Gamache se reincorpora a la Sûreté du Québec, ahora como comandante de la academia del cuerpo; donde ha de eliminar los restos de la corrupción de la Sûreté que ha llegado a la propia academia. Cuando se encuentra un intrincado mapa antiguo embutido en las paredes del bistró en Three Pines, al principio no parece más que una curiosidad. Pero cuanto más cerca lo miran los vecinos, más extraño se vuelve. Sin embargo la resolución de ese miseria se entremezcla con resolver el asesinato de un antiguo colega y profesor de la academia, un caso en que se llega a sospechar del propio Gamache. |                         |                      |                     |                             |                            |                        |
| 13 | Glass Houses            | Minotaur Books, 2017 | ISBN 978-1250066190 | No se ha editado en español |                            |                        |
| Cuando una figura misteriosa aparece en Three Pines un frío día de noviembre, Armand Gamache y el resto de los vecinos sienten curiosidad. Cauteloso, a través de la lluvia y el aguanieve, la figura permanece inmóvil, mirando al frente. Desde el momento en que su sombra cae sobre el pueblo, Gamache, ahora superintendente en jefe de la Sûreté du Québec, sospecha que la criatura tiene raíces profundas y un oscuro propósito. Sin embargo, no hace nada. ¿Qué puede hacer él? Solo observa y espera. Y espero que sus miedos crecientes no se hagan realidad. Pero cuando la figura desaparece de la noche a la mañana y se descubre un cuerpo, corresponde a Gamache descubrir si se ha pagado o cobrado una deuda. |                         |                      |                     |                             |                            |                        |
| 14 | Kingdom of the Blind    | Minotaur Books, 2018 | ISBN 978-1250308122 | No se ha editado en español |                            |                        |
| Armand Gamache recibe un extraña carta invitándole a una granja abandonada, la ex directora de la Sûreté du Québec descubre que un extraño lo ha nombrado uno de los albaceas de su testamento. Todavía suspendido y francamente curioso, Gamache acepta y pronto se entera de que los otros dos albaceas son Myrna Landers, la librera de Three Pines y un joven constructor. Ninguno de ellos había conocido a la anciana. El testamento es tan extraño e incluye legados que son tan poco probables que Gamache y los demás sospechan que la mujer debe haber estado delirando. Pero, ¿y si, comienza a preguntarse Gamache, ella estaba perfectamente cuerda? Cuando se encuentra un cuerpo de la anciana, los términos de lo extraño de repente parecerán menos peculiares y mucho más amenazantes. Pero no es la única amenaza a la que se enfrenta Gamache. La investigación sobre lo que sucedió hace seis meses, los eventos que llevaron a su suspensión, se ha prolongado hasta el final del invierno. Y aunque la mayoría de los opioides que permitió que se le escaparan de las manos para acabar con los cárteles han sido recuperados, hay una excepción devastadora. Suficiente narcótico para matar a miles ha desaparecido en el centro de la ciudad de Montreal. Con la droga mortal a punto de salir a la calle, Gamache corre en busca de respuestas. A medida que usa medidas cada vez más audaces, incluso desesperadas, para recuperar la droga, Armand Gamache comienza a ver sus propios puntos ciegos y las cosas terribles que se esconden allí. |                         |                      |                     |                             |                            |                        |
| 15 | A Better Man            | Minotaur Books, 2019 | ISBN 978-1250066213 | No se ha editado en español |                            |                        |
| Gamache, después de haber sido degradado de Homicidios, regresa al trabajo como simple inspector., allí se encuentra con el que fue su segundo, Jean-Guy Beauvoir. La tarea que se le encomienda es encontrar a una mujer desaparecida, su búsqueda se realiza en un cotexto de fuertes inundaciones que incluso amenazan al propio pueblo de Three Pines; el hallazgo del cuerpo de la mujer desaparecida, le enfrenta con otras preguntas. |                         |                      |                     |                             |                            |                        |
| 16 | All the Devils Are Here | Minotaur Books, 2020 | ISBN 978-1250145239 | No se ha editado en español |                            |                        |
| En su primera noche en París, los Gamache se reúnen en familia para una cenar en un bistró con el padrino de Armand, el multimillonario Stephen Horowitz. Caminando juntos a casa después de la comida, observan con horror cómo Stephen es derribado y gravemente herido en lo que Gamache sabe que no es un accidente, sino un atentado deliberado contra la vida del anciano. Cuando se encuentra una extraña llave en posesión de Stephen, envía a Armand, su esposa Reine-Marie y a su ex segundo al mando en la Sûreté, Jean-Guy Beauvoir, desde lo alto de la Torre Eiffel, a las entrañas de los Archivos de París, desde hoteles de lujo hasta extrañas obras de arte codificadas. Los envía a las profundidades de los secretos que el padrino de Armand ha guardado durante décadas. Un espantoso descubrimiento en el apartamento de Stephen en París deja en claro que los secretos son más rancios y el peligro mucho mayor e inminente de lo que creían. Pronto, toda la familia queda atrapada en una red de mentiras y engaños. Para encontrar la verdad, Gamache tendrá que decidir si puede confiar en sus amigos, sus colegas, sus instintos, su propio pasado. Su propia familia. Incluso la Ciudad de la Luz proyecta largas sombras. Y en esa oscuridad se esconden los demonios. |                         |                      |                     |                             |                            |                        |
| 17 | The Madness of Crowds   | Minotaur Books, 2021 | ISBN 978-1250145260 | No se ha editado en español |                            |                        |
| "Eres un cobarde"; una y otra vez, a medida que se acerca el Año Nuevo, esa acusación se lanza contra Armand Gamache. Comienza inocentemente. Mientras los residentes del pueblo quebequense de Three Pines aprovechan la nieve profunda para esquiar y deslizarse en trineo, beber chocolate caliente en el bistró y compartir comidas juntos, el inspector jefe ve interrumpidas sus vacaciones con su familia por una simple petición. Se le pide que brinde seguridad para lo que promete no ser un evento. Un profesor visitante de Estadística dará una conferencia en la universidad cercana. Si bien no sabe por qué se le asignaría esta tarea al jefe de homicidios de la Sûreté du Québec, parece bastante fácil. Eso es hasta que Gamache comienza a investigar a la profesora Abigail Robinson y descubre una agenda tan repulsiva que le ruega a la universidad que cancele la conferencia. Se niegan, citando la libertad académica, y acusan a Gamache de censura y cobardía intelectual. En poco tiempo, las opiniones del profesor Robinson comienzan a filtrarse en las conversaciones. Difundir e infectar. De modo que la verdad y el hecho, la realidad y la ilusión están tan confundidos que es casi imposible diferenciarlos. Las discusiones se convierten en debates, los debates se convierten en argumentos, que se convierten en peleas. A medida que se declaran los bandos, se apodera de una locura. Abigail Robinson promete que, si la siguen, todo estará bien. Pero no, Gamache y su equipo lo saben, para todos. Cuando se comete un asesinato, Armand Gamache, su segundo al mando, Jean-Guy Beauvoir, y su equipo deben investigar el crimen y esta extraordinaria ilusión popular. Y la locura de las multitudes. |                         |                      |                     |                             |                            |                        |
| 18 | A World of Curiosities  | Minotaur Books, 2005 | ISBN 1250145295     | No se ha editado en español |                            |                        |

## Premios y reconocimientos
Además de numerosas novelas que se situaron en la lista de libros más vendidos del New York Times, Penny ha ganado múltiples premios por el conjunto de la serie. Ha ganado los premios Anthony y Agatha cinco veces cada uno y el premio canadiense Arthur Ellis dos veces. También fue finalista del Premio Edgar por How The Light Gets In (Un destello de luz). Sus novelas también le han valido numerosos premios Macavity y han sido nominadas para muchos otros.

## Adaptaciones
Still Life se adaptó como película para CBC Television en 2013, con el título de A Three Pines Mystery, con Gamache interpretado por el actor británico Nathaniel Parke
Three Pines, es una serie de televisdión de Amazon Prime, en la que Alfred Molina interpreta a Gamache; la primera temporada, con ocho episodios estuvo disponible en agosto de 2022.